# Gabby Duran und die Unbezähmbaren
Gabby Duran und die Unbezähmbaren  (Originaltitel: Gabby Duran & the Unsittables) ist eine US-amerikanische Sitcom, die von 	Omnifilm Entertainment für die Walt Disney Company umgesetzt wurde. Die Premiere der Serie fand am 11. Oktober 2019 auf dem US-amerikanischen Disney Channel statt.

## Handlung
Nachdem Gabby jahrelang hinter dem Schatten ihrer erfolgreichen Mutter und jung begabter Schwester stand, auch nachdem sie nach Havensburg zogen, findet Gabby endlich ihren Moment, als sie ein Job Angebot von Principal Swift bekam, in dem sie eine Gruppe von außerirdischen Kinder babysitten muss. Furchtlos nimmt sie den Job an um die außerirdischen Kinder und ihre geheime Identität zu beschützen.

## Figuren
- Gabby Duran ist ein einfallsreiches und couragiertes 13-jähriges Mädchen, die endlich im Rampenlicht steht, nachdem sie den Job als Babysitterin für eine Gruppe außerirdischer Kinder bekommt.
- Wesley ist Gabbys bester Freund und Verschwörungstheoretiker. Er ist außerdem allergisch gegen Wolle.
- Jeremy ist ein Formenwandler Gor-Monite Alien aus dem Planeten Gor-Mania und Gabbys erstes Alien beim babysitten.
- Olivia Duran ist Gabbys hochbegabte kleine Schwester.
- Dina Duran ist Gabbys und Olivias Mutter. Sie ist Reporterin für Channel 6.
- Principal Swift ist der Schulleiter der Havensburg Junior School und der Onkel von Jeremy.

## Produktion
Am 3. August gab der Disney Channel grünes Licht für eine Science-Fiction Sitcom. Die Serie wurde in Vancouver, Kanada gedreht. Nach der Descendants 3 – Die Nachkommen Premiere am 2. August, wurde bekanntgegeben, dass die Serie am 11. Oktober auf dem Disney Channel starten wird. Am 7. Oktober 2019, wurde bereits vor dem Start der ersten Staffel angekündigt, dass es eine zweite Staffel geben wird. Am 6. Dezember 2021 wurde bekannt, dass die Serie nach zwei Staffeln abgesetzt wurde.

## Episodenliste

### Staffel 1
| Nr. (ges.) | Nr. (St.) | Deutscher Titel | Originaltitel                                | Erstausstrahlung (USA) | Deutschsprachige Erstausstrahlung (—) | Regie               | Drehbuch                             |
| ---------- | --------- | --------------- | -------------------------------------------- | ---------------------- | ------------------------------------- | ------------------- | ------------------------------------ |
| 1          | 1         | —               | So Your Gor-Monite Child Is Going to Explode | 11. Okt. 2019          | —                                     | Nzingha Stewart     | Mike Alber & Gabe Snyder             |
| 2          | 2         | —               | Wesley and the Fischman                      | 18. Okt. 2019          | —                                     | Joe Nussbaum        | Mike Alber & Gabe Snyder             |
| 3          | 3         | —               | Crybaby Duran                                | 25. Okt. 2019          | —                                     | Joe Nussbaum        | Heather Mathious & Linda MacGillvray |
| 4          | 4         | —               | Crushin’ It                                  | 1. Nov. 2019           | —                                     | Sean McNamara       | Lacey Dyer & Julia Layton            |
| 5          | 5         | —               | Olivia Gone Wild                             | 15. Nov. 2019          | —                                     | Keith Samples       | Adam Aseraf & Hunter Cope            |
| 6          | 6         | —               | Día de la Dina                               | 22. Nov. 2019          | —                                     | Sean McNamara       | Eugene Garcia-Cross                  |
| 7          | 7         | —               | The Darkness                                 | 29. Nov. 2019          | —                                     | Leslie Kolins Small | Ben Glass                            |
| 8          | 8         | —               | It’s Christmas, Gabby Duran!                 | 6. Dez. 2019           | —                                     | Joe Nussbaum        | Huong Nguyen                         |
| 9          | 9         | —               | The Party King and Timbuk, Too               | 13. Dez. 2019          | —                                     | Keith Samples       | Mike Alber & Gabe Snyder             |
| 10         | 10        | —               | Sky’s First Youth Overnight Sleeping Event   | 10. Jan. 2020          | —                                     | Leslie Kolins Small | Veronica Rodriguez                   |
| 11         | 11        | —               | Wesley Jr.                                   | 17. Jan. 2020          | —                                     | Jon Rosenbaum       | Mike Alber & Gabe Snyder             |
| 12         | 12        | —               | The Note                                     | 24. Jan. 2020          | —                                     | Jon Rosenbaum       | Hunter Cope & Adam Aseraf            |
| 13         | 13        | —               | Gabby Duran: Genius                          | 31. Jan. 2020          | —                                     | Joe Nussbaum        | Linda Mathious & Heather MacGillvray |
| 14         | 14        | —               | Who Is Joey Panther?                         | 7. Feb. 2020           | —                                     | Leslie Kolins Small | Lacey Dyer & Julia Layton            |
| 15         | 15        | —               | Fake News                                    | 21. Feb. 2020          | —                                     | Leslie Kolins Small | Mike Alber & Gabe Snyder             |
| 16         | 16        | —               | Vortex & Night Train                         | 28. Feb. 2020          | —                                     | Nimisha Mukerji     | Eugene Garcia-Cross                  |
| 17         | 17        | —               | Tailoring Swift                              | 6. März 2020           | —                                     | Leslie Kolins Small | Lacey Dyer & Julia Layton            |
| 17         | 18        | —               | Warm, Thick, and Saucy                       | 13. März 2020          | —                                     | Siobhan Devine      | Ross Zimmerman                       |
| 19         | 19        | —               | Enter the Dranis (1)                         | 20. März 2020          | —                                     | Joe Nussbaum        | Veronica Rodriguez                   |
| 20         | 20        | —               | Enter the Dranis (2)                         | 20. März 2020          | —                                     | Joe Nussbaum        | Mike Alber & Gabe Snyder             |

### Staffel 2
| Nr. (ges.) | Nr. (St.) | Deutscher Titel                   | Originaltitel                     | Erstausstrahlung (USA) | Deutschsprachige Erstausstrahlung (—) | Regie                              | Drehbuch                        |
| ---------- | --------- | --------------------------------- | --------------------------------- | ---------------------- | ------------------------------------- | ---------------------------------- | ------------------------------- |
| 21         | 1         | Mom, ganz aufgelöst               | Mom Wipe                          | 4. Juni 2021           | —                                     | Joe Nussbaum                       | Mike Alber & Gabe Snyder        |
| 22         | 2         | Auszeit für Gabby                 | Gabby's Big Break                 | 11. Juni 2021          | —                                     | Joe Nussbaum                       | Hunter Cope & Adam Aseraf       |
| 23         | 3         | Der Vibe                          | The Vibe                          | 18. Juni 2021          | —                                     | Jon Rosenbaum                      | Veronica Rodriguez              |
| 24         | 4         | Ratita und die Platinum Ultras    | Ratita and the Ultras             | 25. Juni 2021          | —                                     | Jon Rosenbaum                      | Ben Glass                       |
| 25         | 5         | Mimi aus Miami                    | Mimi from Miami                   | 2. Juli 2021           | —                                     | Leslie Kolins Small & Joe Nussbaum | Danya Jimenez & Hannah McMechan |
| 26         | 6         | Eine ganze meile                  | The Mile                          | 9. Juli 2021           | —                                     | Nimisha Mukerji                    | Mike Alber & Gabe Snyder        |
| 27         | 7         | Ey Mann, wo ist das Haus?         | Dude, Where’s My House?           | 16. Juli 2021          | —                                     | Nimasha Mukerji                    | Annie Nishida                   |
| 28         | 8         | Beste Flossen für immer           | A Song of Gabby & Susie           | 30. Juli 2021          | —                                     | Veronica Rodriguez                 | Paige Pearl                     |
| 29         | 9         | Gabby rettet die Welt             | The Bubble                        | 6. Aug. 2021           | —                                     | Veronica Rodriguez                 | Sheela Shrinivas                |
| 30         | 10        | GOAT des Monats                   | GOAT of the Month                 | 6. Aug. 2021           | —                                     | Jon Rosenbaum                      | Lacey Dyer & Julia Layton       |
| 31         | 11        | Willkommen im Club                | Welcome to the Club               | 17. Sep. 2021          | —                                     | Nimisha Mukerji                    | David Ramirez                   |
| 32         | 12        | Mom liebt einen Doug              | Dinas and Dougs                   | 17. Sep. 2021          | —                                     | Jon Rosenbaum                      | Michael J.S. Murphy             |
| 33         | 13        | Die Rückkehr des Furcht-Meisters  | Beware the Fright Master!         | 8. Okt. 2021           | —                                     | Joe Nussbaum & Leslie Kolins Small | Dimitry Pompee                  |
| 34         | 14        | Zeke in die Zukunft               | Zeke to the Future                | 15. Okt. 2021          | —                                     | Bridget Stokes                     | Adam Aseraf & Hunter Cope       |
| 35         | 15        | Abenteuer beim Alien-Haus-Sitting | Adventures in Alien House-Sitting | 22. Okt. 2021          | —                                     | Bridget Stokes                     | Lacey Dyer & Julia Layton       |
| 36         | 16        | Verjüngte Ruth                    | Fountain of Ruth                  | 29. Okt. 2021          | —                                     | Siobhan Devine                     | Joshua Krilov                   |
| 37         | 17        | Extrem rüpelhaft                  | Extreme Ruckus                    | 5. Nov. 2021           | —                                     | Siobhan Devine                     | Veronica Rodriguez              |
| 38         | 18        | Schuhkiller                       | Shoe-Dun-It                       | 12. Nov. 2021          | —                                     | Nimisha Mukerji                    | Ben Glass                       |
| 39         | 19        | Magische Stunden                  | Magic Hours                       | 19. Nov. 2021          | —                                     | Robbie Countryman                  | Hunter Cope & Adam Aseraf       |
| 40         | 20        | —                                 | The Fault in Our Star Night (1)   | 26. Nov. 2021          | —                                     | Joe Nussbaum                       | Lacey Dyer & Julia Layton       |
| 41         | 21        | —                                 | The Fault in Our Star Night (2)   | 26. Nov. 2021          | —                                     | Joe Nussbaum                       | Mike Alber & Gabe Snyder        |